# Ordem Suprema de Cristo

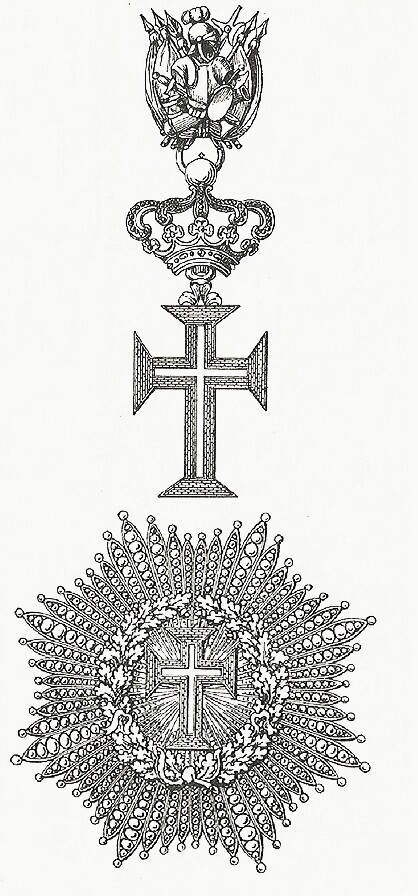
Emblema e Estrela da Ordem Suprema de Cristo

A Ordem Suprema de Cristo (em italiano: Ordine Supremo del Cristo) é a mais alta Ordem de Cavalaria entregue pelo Papa, que pretende reconhecer aqueles que prestaram serviços à Igreja. De acordo com alguns estudiosos, o seu nome tem origem na Ordem de Cristo dos Cavaleiros Templários, de onde também se originou a Ordem de Cristo. Inicialmente, a Ordem de Cristo tinha uma natureza secular e religiosa; cerca do século XVIII, a componente religiosa é extinta.
O actual Soberano da Ordem é o Papa Leão XIV

## Disputa sobre a Ordem
O papado afirma que o direito à entrega da Ordem por parte dos reis portugueses tinha sido garantido através de uma bula papal, datada de 14 /15 de Março de 1319, emitida em Avinhão, por João XXII. No entanto, como esta não explicita concretamente a entrega do direito fons honorum da Ordem a Portugal o Vaticano, durante o domínio dos Filipes, visto os monarcas espanhóis não estarem particularmente empenhados em proteger os interesses portugueses. toma para si esse direito. Mas, como a política da Curia Romana continuou após a Restauração da Independência de Portugal da Espanha, tendo-se incrementado mesmo no século XVIII, e os monarcas portugueses, particularmente D. João V, reclamaram várias vezes junto do Papa contra o que consideravam uma prática abusiva. Chegando mesmo a prender quem usasse a Ordem Papal.
Finalmente, em 7 de Fevereiro de 1905, o Papa Pio X criou a Ordem Suprema de Cristo (Militia Domini Nostri ]esu Christi ou Ordine Supremo del Cristo) reservada apenas a Chefes de Estado ou a proeminentes estadistas de fé católica. Com esta medida o diferendo ficou extinto e as duas Ordens ficaram perfeitamente diferenciadas .

## Reorganização das Ordens em 1905
Em 1905, as ordens papais são reorganizadas pelo Papa Pio X. A Ordem Suprema de Cristo tornou-se a ordem mais antiga. Habitualmente era entregue aos chefes de estado católicos mais antigos, entre eles Éamon de Valera, Presidente da Irlanda pelo Papa João XXIII. Paradoxalmente, tanto o Papa Pio XII como o João XXIII, recusaram homenagear o seu antecessor, Seán T. O'Kelly, provocando a ira do governo irlandês. A recusa foi justificada com o fim progressivo da Ordem, e que O'Kelly receberia a Ordem de Pio IX que, a partir daquela data, seria a ordem a ser entregue aos chefes de estado. No entanto, os irlandeses não se mostraram satisfeitos com o argumento, achando que a recusa se devia a uma vingança pelo facto de O'Kelly ter, inadvertidamente, causado um incidente diplomático entre Pio XII e Josef Stalin em 1950, durante uma conferência de imprensa, após uma audiência papal. O'Kelly terá revelado que Pio XII a sua opinião sobre Stalin, e que acreditava que o Comunismo acabaria por cair. Embora tenha sido criado outro nível dentro das Ordens de Pio, a Ordem de Cristo continuou a ser entregue a outros chefes de estado, incluindo o próprio sucessor de O'Kelly, Éamon de Valera.

## Restrição do seu uso desde 1966
A partir de 1966, a entrega da Ordem foi restringida, pelo Papa Paulo VI pela Bula Equestres Ordinis, a chefes de estado católicos a quem só seria entregue para comemorar ocasiões especiais em que o próprio Papa estivesse presente. A última homenagem data de 1987 a Fra Angelo de Mojana di Cologna, 77º Príncipe e Grão-Mestre da Ordem Soberana e Militar de Malta. Com a morte do rei Balduíno I da Bélgica, em 1993, não existe nenhum portador da Ordem vivo.

## Notáveis cavaleiros

Francesco Borromini
Peter Anton von Verschaffelt
Frederick Ferdinand, Duke of Anhalt-Köthen
Johann Franz Anton von Olry, diplomata bávaro
Adolf von Auersperg, ministro-presidente da Áustria
Heinrich von Hess, marechal de campo da Áustria
Otto von Bismarck
George Robinson, 1.º Marquês de Ripon
Príncipe Charles III de Mônaco
Scipione Salviati, 1.º Duque de Salviati. Presidente de L'Opera dei Congressi.
Arquiduque Eugénio da Áustria
Príncipe Henrique da Prússia
Alejandro Groizard y Gómez de la Serna. Ministro de Estado da Espanha
Claudio López Bru, 2.º Comillas e Grande de Espanha
Antonio Aguilar y Correa, 8th Marquis of Vega de Armijo. Presidente do Conselho de Ministros de Espanha
Marcantonio VII Colonna, 18.º Príncipe de Paliano
Alessandro Ruspoli, 7.º Príncipe  Cerveteri
Vítor Emanuel III da Itália
Humberto II da Itália
Fra' Ludovico Chigi Albani della Rovere
Wilhelm Miklas
Albert Lebrun
Félix de Bourbon-Parma
Francisco Franco
Luigi Einaudi
René Coty
Charles de Gaulle
Balduíno da Bélgica
Éamon de Valera
Antonio Segni
Konrad Adenauer
Cardeal Maximilien de Fürstenberg
Fra' Angelo de Mojana di Cologna